# Andricus
Genre
Andricus est un genre d'insectes appartenant à l'ordre des hyménoptères, à la famille des cynipidés.

## Zoonymie
L'agronome allemand Theodor Hartig met en évidence deux types de générations chez ce cynipidé, la génération agame et la génération bisexuée. Parmi cette dernière, il identifie à tort des mâles et nomme le genre Andricus (du grec « aux caractères mâles »).

## Insectes cécidogènes
Une quarantaine d'espèces cécidogènes de ce genre sont responsables de la formation de galles curieuses sur divers chênes. Leurs galles se reconnaissent par un aspect propre à chacune : certaines évoquent une bille de bois (Andricus kollari, A. quercustozae), d'autres un petit artichaut aux folioles imbriquées (Andricus foecundatrix) ou encore un champignon rouge luisant (Andricus dentimitratus), la galle d’Andricus aries porte une ou deux cornes.

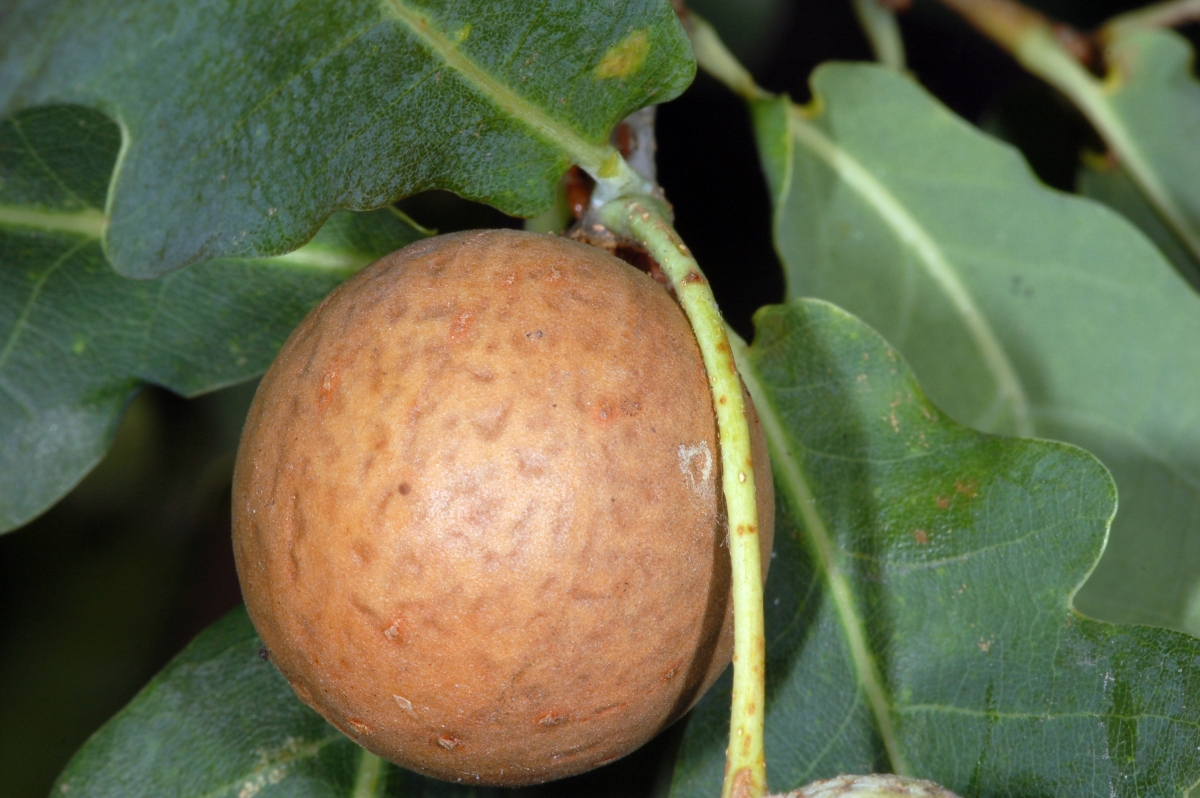
Galle d’Andricus kollari
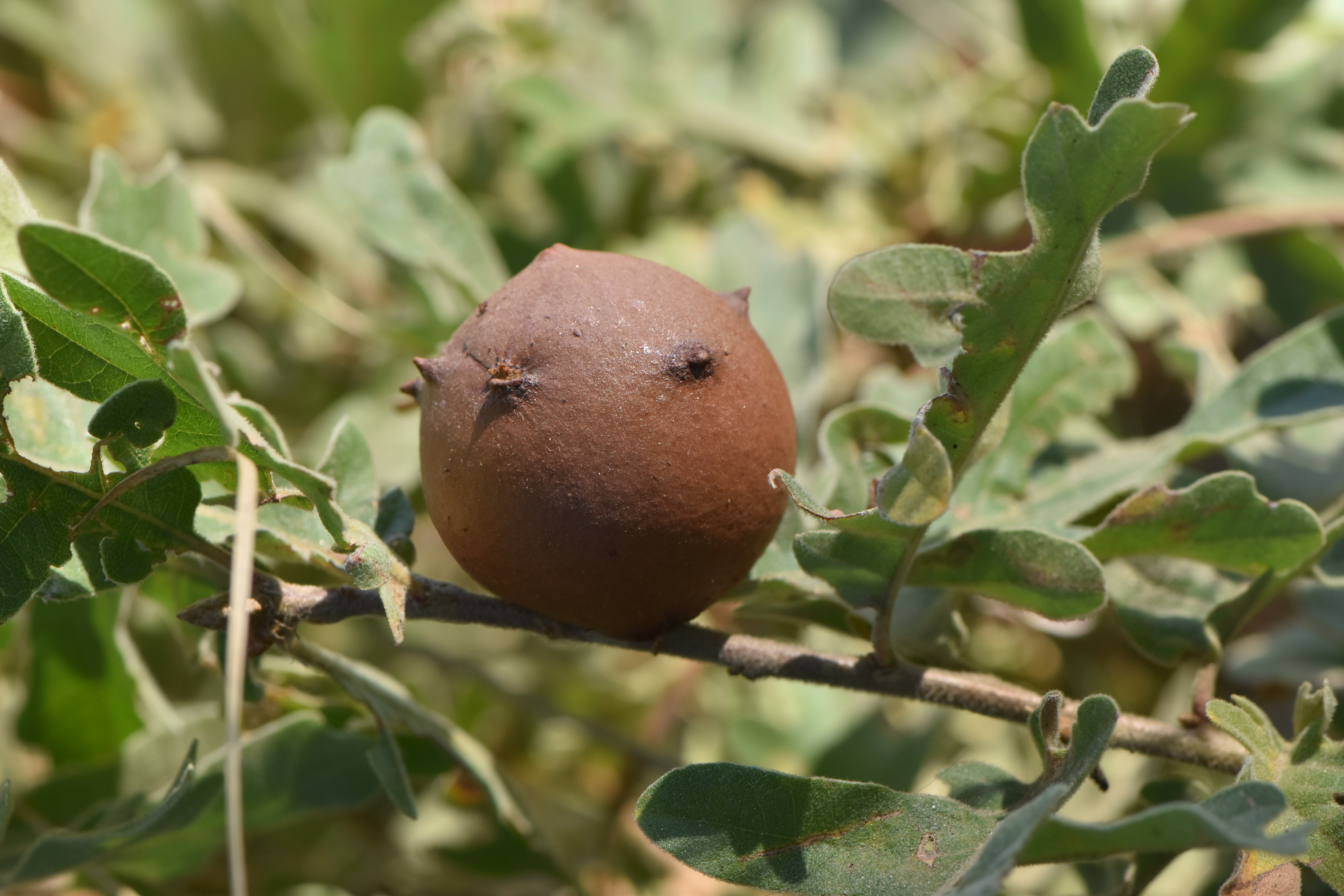
Galle d’Andricus quercustozae
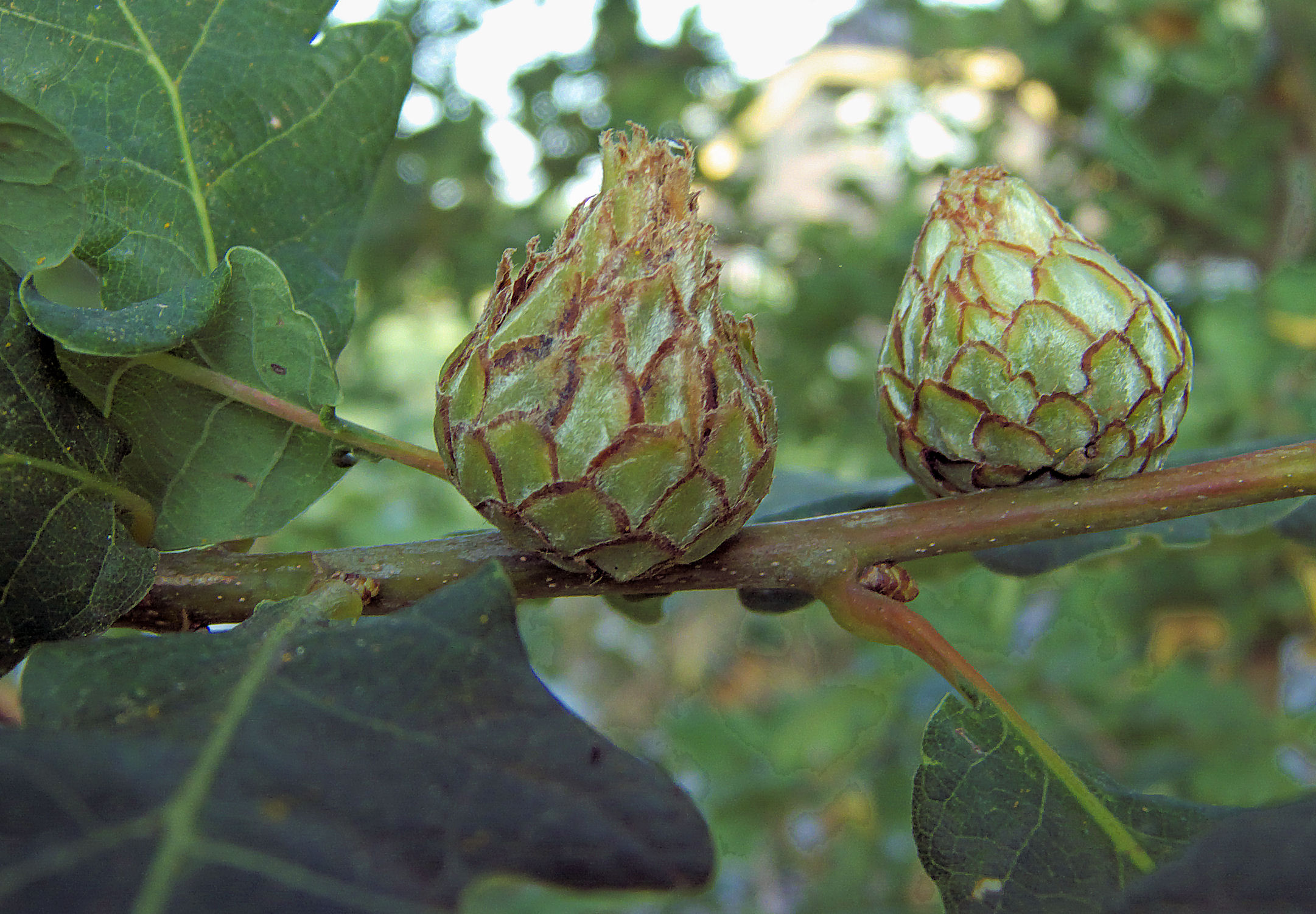
Galle d’Andricus foecundatrix
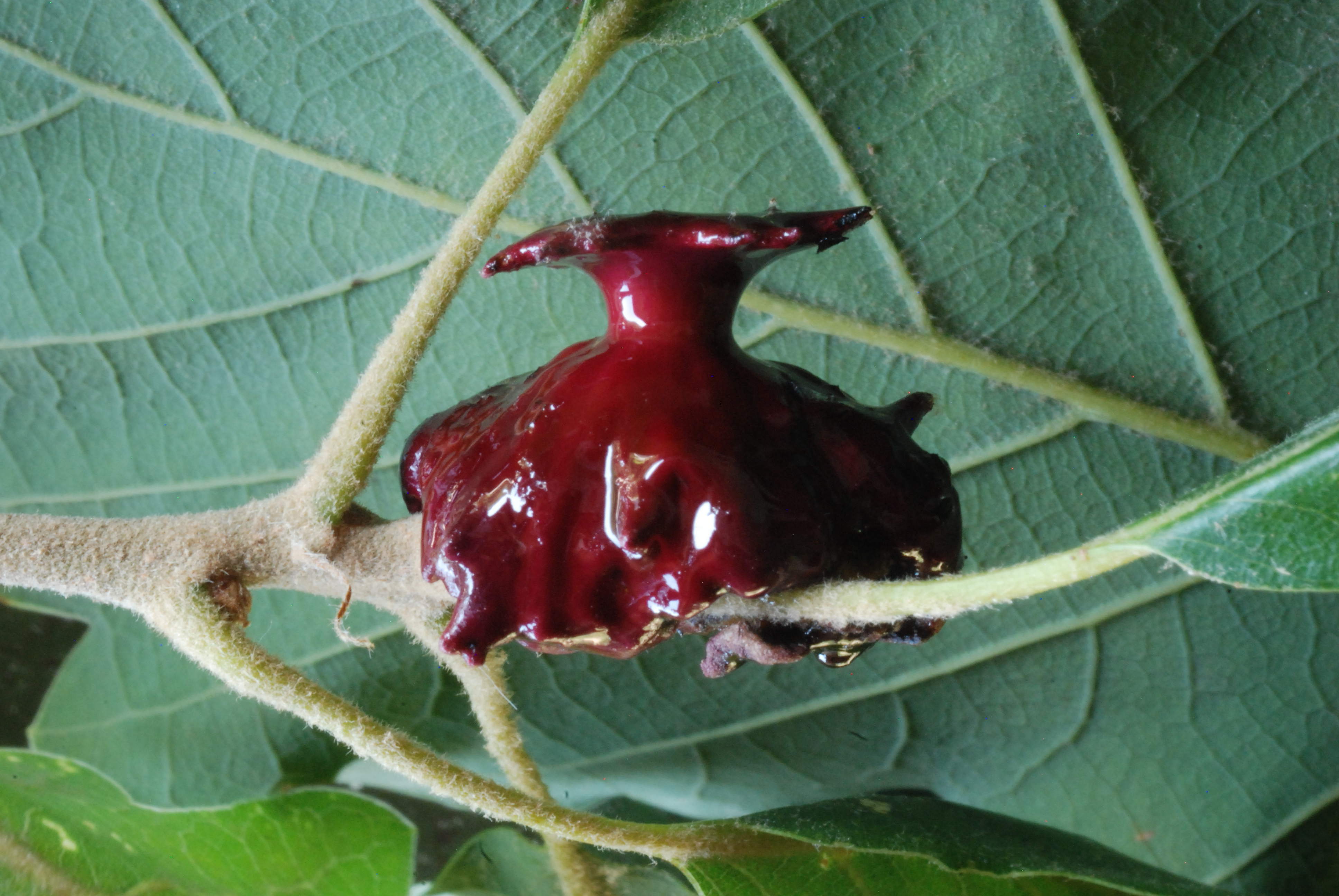
Galle d’Andricus dentimitratus
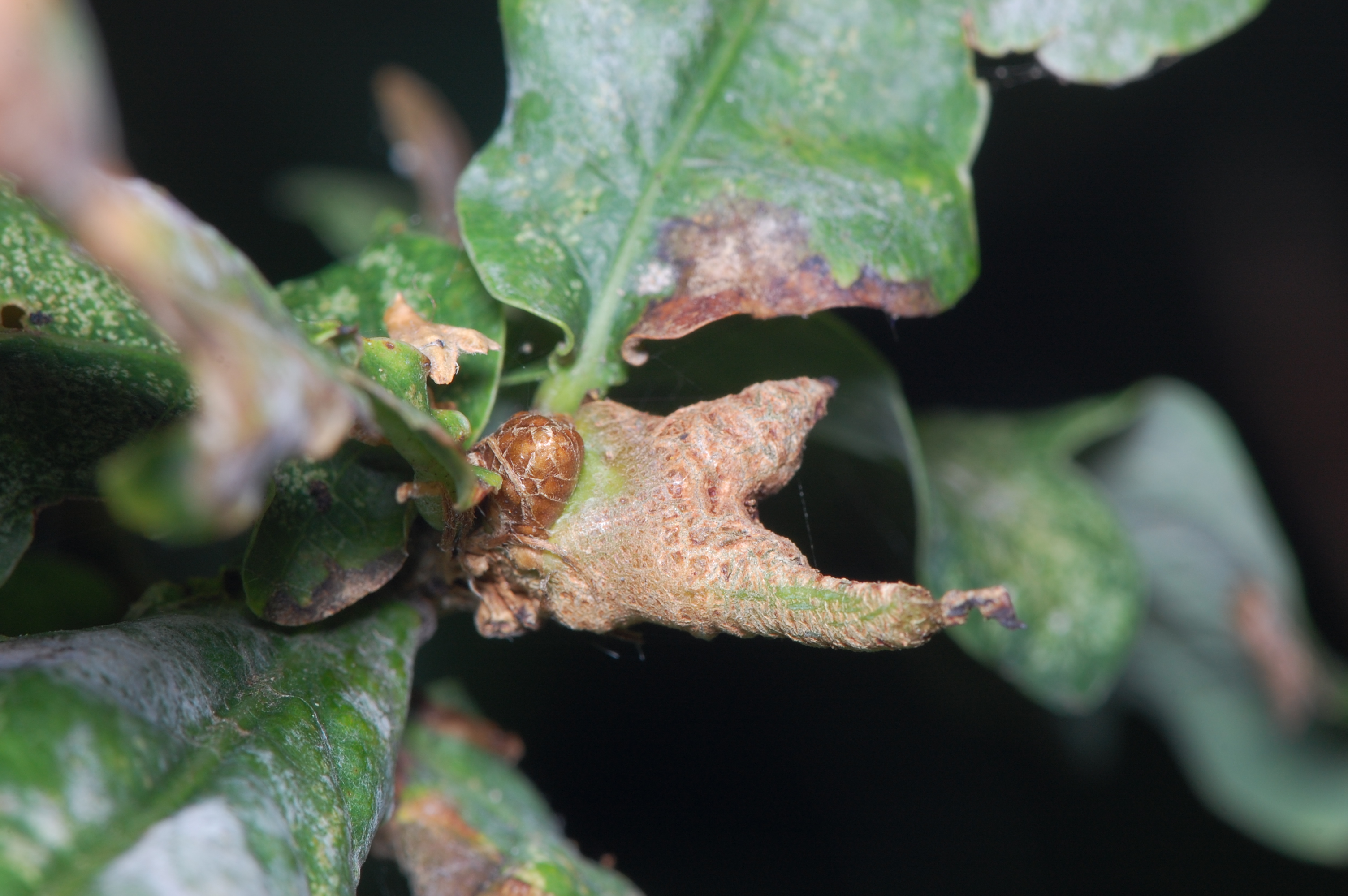
Galle d’Andricus aries

## Liste d'espèces
Selon NCBI (22 juin 2012) :
- Andricus aestivalis
- Andricus aries
- Andricus askewi
- Andricus burgundus
- Andricus caliciformis
- Andricus caputmedusae
- Andricus conglomeratus
- Andricus conificus
- Andricus coriarius
- Andricus coronatus
- Andricus corruptrix
- Andricus crispator
- Andricus curvator
- Andricus cydoniae
- Andricus dentimitratus
- Andricus flocci
- Andricus fecundatrix Synonyme : Andricus fecundator
- Andricus galeatus
- Andricus gemmeus
- Andricus glutinosus
- Andricus grossulariae
- Andricus hartigi
- Andricus hungaricus
- Andricus hystrix
- Andricus inflator
- Andricus kashiwaphilus
- Andricus kollari
- Andricus lignicolus
- Andricus lucidus
- Andricus malpighii
- Andricus mayri
- Andricus mediterraneae
- Andricus mitratus
- Andricus mukaigawae
- Andricus multiplicatus
- Andricus panteli
- Andricus pictus
- Andricus polycerus
- Andricus quadrilineatus
- Andricus quercuscalicis
- Andricus quercusradicis
- Andricus quercusramuli
- Andricus quercusstrobilana
- Andricus quercustozae
- Andricus schrockingeri
- Andricus seckendorffi
- Andricus singularis
- Andricus solitarius
- Andricus spectabilis
- Andricus superfetationis
- Andricus symbioticus
- Andricus testaceipes
- Andricus theophrastii
- Andricus tinctoriusnostrus
- Andricus tomentosus
- Andricus truncicolus
- Andricus vindobonensis
- Andricus viscosus

Selon ITIS (22 juin 2012) :
- Andricus caputmedusae (Hartig, 1843)
- Andricus curvator Hartig, 1840
- Andricus cylindratum (Kinsey, 1937)
- Andricus fecundatrix (Hartig, 1840)
- Andricus gallaeurnaeformis (Boyer de Fonscolombe, 1832)
- Andricus grossulariae Giraud, 1859
- Andricus hastata (Kinsey, 1937)
- Andricus kingi Bassett, 1900
- Andricus kollari (Hartig, 1843)
- Andricus panteli Kieffer, 1896
- Andricus perlentus (Kinsey, 1937)
- Andricus quercuscalifornicus (Bassett, 1881)
- Andricus quercusflocci (Walsh, 1864)
- Andricus quercusfoliatus (Ashmead, 1881)
- Andricus quercusradicis (Fabricius, 1798)
- Andricus quercusramuli (Linnaeus, 1761)
- Andricus serricornis Kinsey, 1922
- Andricus sieboldi (Hartig, 1843)
- Andricus solitarius (Boyer de Fonscolombe, 1832)

Selon Catalogue of Life (22 juin 2012) :
- Andricus caputmedusae
- Andricus curvator
- Andricus cylindratum
- Andricus fecundatrix
- Andricus gallaeurnaeformis
- Andricus grossulariae
- Andricus hastata
- Andricus kingi
- Andricus kollari
- Andricus panteli
- Andricus perlentus
- Andricus quercuscalifornicus
- Andricus quercusflocci
- Andricus quercusfoliatus
- Andricus quercusradicis
- Andricus quercusramuli
- Andricus serricornis
- Andricus sieboldi
- Andricus solitarius

Selon Paleobiology Database (22 juin 2012) :
- Andricus myricae